# "ロイヤル ストレート フラッシュ" LIVE IN YOYOGI DAIICHI TAIIKUKAN 2009
『"ロイヤル ストレート フラッシュ" LIVE IN YOYOGI DAIICHI TAIIKUKAN 2009』（ロイヤル ストレート フラッシュ ライブ・イン・ヨヨギ・ダイイチ・タイイクカンにせんきゅう）は、ポルノグラフィティのライヴDVD/Blu-ray。DVD版は2009年10月28日、Blu-ray版は2011年12月21日にリリースした。

## 概要
- デビュー10周年イヤーの2009年2月5日から5月24日にかけて開催された『10th ライヴサーキット "ロイヤル ストレート フラッシュ"』から5月20日・22日-24日にかけて国立代々木競技場第一体育館で行われた追加公演の模様を収録。
- 5月24日の公演でメジャーデビュー以降ワンマン&イベントライヴ通算400公演を達成した。特典映像として、この400回公演で使用されたサプライズ映像が収録されている。また、ポルノグラフィティのライヴDVD／Blu-rayとして初めてマルチアングル映像が収録された。
- 2008年リリースのベスト盤『PORNO GRAFFITTI BEST ACE』『PORNO GRAFFITTI BEST JOKER』を提げたツアーであるためシングル曲の演奏が多い。
- 2011年12月21日にBlu-ray化された。Blu-ray版はDisc1枚になっている。

初回限定仕様（DVDのみ）
透明スリーブケース付きデジパック仕様。
「“RSF”オリジナルバルーン」（ライヴ演出で使用したバルーンのレプリカ）を封入。

## 収録内容
2008年のベスト盤『PORNO GRAFFITTI BEST ACE』『PORNO GRAFFITTI BEST JOKER』、2004年のベスト盤『PORNO GRAFFITTI BEST RED'S』『PORNO GRAFFITTI BEST BLUE'S』の収録曲は収録アルバム名を付記した。

### DISC-1
1. 〜OPENING〜
バックスクリーンに流れている赤い文字はポルノグラフィティがリリースした全楽曲の英語またはローマ字読み。
ツアー終了後、ファンクラブではこの演出のスクリーンセーバーが期間限定で配布されていた[1]。
2. 今宵、月が見えずとも
ライヴ当時最新の27thシングル。
演奏終了後、新藤によるギターソロから次曲に入る。
3. ギフト（ACE）
25thシングル。
4. メリッサ（BLUE'S）
12thシングル。
5. リンク（JOKER）
22ndシングル。ステージ上のLED画面映像を先述のマルチアングルで収録。
6. サボテン（BLUE'S）
5thシングル。ライヴでの披露回数は多かったが、本作がライヴDVD初収録となる。
ツアー前半では「痛い立ち位置」を披露している。
7. サウダージ（RED'S）
4thシングル。イントロに1分近くのアレンジがされている。
8. リビドー
9. 東京ランドスケープ（ACE）
10. 蝙蝠
それまで『FANCLUB UNDERWORLD 2』でしか披露していなかった楽曲。
ツアー本編では「Love,too Death,too（JOKER）」を披露している。
11. ROLL（JOKER）
17thシングル。
編集でカットされているが、追加公演ではこの前に新曲「One Way Ticket（この胸を、愛を射よ）」を披露している[2]。
12. ハート（BLUE'S）
ステージ上のLED画面映像に映し出されているイラストは新藤が書いたものである[3]。
13. あなたがここにいたら（ACE）
23rdシングル。

### DISC-2
1. didgedilli
インスト曲。
2. DON'T CALL ME CRAZY（JOKER）〜ジョバイロ（JOKER）〜愛が呼ぶほうへ（RED'S）〜アゲハ蝶（BLUE'S）〜アポロ（BLUE'S）〜ミュージック・アワー（RED'S）
シングル6曲のメドレー。
「ミュージック・アワー」ではステージ上のLED画面映像がマルチアングルで収録されている。
3. Before Century 〜 Century Lovers（RED'S）
ライヴ定番曲。
「Before Century」では今ツアーのキャラクターであるセバスチャンに加え、『"OPEN MUSIC CABINET"』のナビゲートキャラクターフラッディが登場。
4. 空想科学少年
ステージ上のLED画面映像がマルチアングルで収録してある。
5. ハネウマライダー（ACE）
20thシングル。
6. Mugen（RED'S） 
9thシングル。
7. ネオメロドラマティック（ACE）
17thシングル。Bメロでギターがアレンジされている。
8. シスター（JOKER）
15thシングル。
メンバー退場時にポルノグラフィティがリリースしたすべての楽曲名がスクリーンに流れ、10周年ロゴで締められる。

アンコール
1. ダイアリー 00/08/26
2. Please say yes, yes, yes（ACE） 
水色と白の大量のバルーンが落下。前述のようにこのバルーンのレプリカが特典として封入された。
3. ジレンマ（RED'S）
ライヴ定番曲。間奏ではサポメン全員のソロがある。

### 特典映像
1. PORNOGRAFFITTI LIVE HISTORY 〜1999.09-2009.05〜
メンバーへのサプライズとして『ロイヤルストレートフラッシュ』最終公演で使用された"400thライブ記念映像"。
400本公演までのライブ名がデビュー曲「アポロ」をBGMにCGを使ったパネル方式で表示される。

## サポートメンバー
- 野崎真助（ドラムス）
- 三沢またろう（パーカッション）
- 根岸孝旨（ベース）
- NAOTO（ヴァイオリン）
- nang-chang（マニピュレート/Other Instruments）
- 本間昭光（キーボード/アレンジメント）

キャラクター
- セバスチャン（ライヴ・ナビゲーター）
- フラッディ（ライヴ・ナビゲーター）